# Cine de Argelia
La cinematografía argelina hizo su debut, en la época central de la guerra de Independencia de Argelia, A pesar de los ecos débiles, que se reflejan en la programación occidental, el cine argelino oculta obras de calidad: el filme de Mohammed Lakhdar-Hamina, Chronique des années de braise (Palma de Oro 1975 en el Festival de Cannes), así como Mohamed Zinet, Argel insólito (Tahyia ya Didou), Omar Gatlato de Merzak Allouache.
El séptimo arte argelino se ha desarrollado con festivales y otras actividades culturales. La Argelia, durante los años sesenta, también igualmente participaba de coproducciones de gran valor: La batalla de Argel (1966), El extranjero (1967), Z (1969), Murallas de arcilla (1970). Argelia, a pesar de su corta edad, es el único país árabe y africano que ha recibido una Palma de Oro, en el Festival de Cannes; y, uno de los tres países africanos que ganó el Oscar a la mejor película extranjera, con Sudáfrica y Costa de Marfil. La calidad de la película argelina a menudo se destaca por nominaciones al Oscar y otros premios internacionales.
El profesor Ahmed Bejaoui destacó el glorioso pasado de la industria cinematográfica argelina, donde los ciudadanos eran realmente apasionados por las películas. Lamenta la dilapidación y la desaparición de los cines, sabiendo que la capital, Argel, estaba llena de cines en los 1970.

## Cinematografía colonial en Argelia
La llegada del cine en Argelia se hizo bajo la dominación francesa. El cine se utilizó principalmente con fines propagandísticos entre la población argelina. El cine colonial sirvió para justificar las políticas establecidas y para ganarse la simpatía de los argelinos.
El colonizador impidió el desarrollo de la industria argelina en beneficio de la producción francesa y obstaculizó la construcción de una industria nacional de producción cinematográfica. Aunque se filmaron unas quince películas cada año, no había ninguna industria en el lugar y toda la postproducción se realizó en Francia.
Esas películas generalmente dibujaban un retrato caricaturesco de argelinos y árabes. Los personajes árabes eran sin profundidad, intercambiables y atemporales, y siempre interpretados por actores franceses. La película de Albert Durec, The Desire (1928), que trata sobre el tema de la poligamia, es un ejemplo del enfoque superficial del cine colonial. Las decoraciones son igual de caricaturescas: palmeras, camellos, mujeres lascivas ...

## Nacimiento de la cinematografía argelina

### 1957
En la Wilaya I Zona V : cuatro o cinco combatientes de la A.L.N. habiendo aprendido algunos rudimentos del oficio, se constituye en un equipo de filmación cinematográfica.
Este equipo, entonces realiza cuatro programas de televisión, cuya audiencia internacional se ampliará retransmitiendo a televisoras de los países socialistas. Uno de estos espectáculos presenta la "Celda de la película del NLA"; y, los otros documentos se refieren al papel de las enfermeras de la ALN, un ataque de muyahidín (maquisards) contra las minas de Ouenza, símbolo de la colonización.

### 1960-1961
El cine argelino se organiza por la constitución de un comité de cine (relacionado con el GPRA) luego por la creación de un Servicio del cine del GPRA, finalmente por la instalación de un Servicio del cine de NLA Los negativos de las películas filmadas en el maquis, se aseguran en Yugoslavia, país solidario de la causa de la independencia de Argelia. Así se crean los primeros archivos de la Cinematografía argelina.

## Primeras realizaciones

### 1956-1957
- Les Réfugiés, cortometraje en 16 mm dirigido por Cécile Decugis (la realizó en Túnez). Su participación en el Réseau Jeanson le valió al director dos años de detención en prisiones francesas.

### 1957
Cortometrajes filmado por estudiantes de la École de formation du cinéma.
- L'École de Formation de Cinéma (La Escuela de Formación cinematográfica)
- Les Infirmières de l'A.L.N. (Las Enfermeras de A.L.N.)
- L'Attaque des mines de l'Ouenza (El ataque a las minas de Ouenza)

### 1957-1958
- L'Algérie en flammes (Argelia en llamas), cortometraje de 16 mm a color, dirigido por René Vautier, producido por René Vautier y la D.E.F.A. (R.D.A.).

### 1958
- Sakiet Sidi Youssef, cortometraje dirigido por Pierre Clément.
- Les Réfugiés, cortometraje producido y dirigido por Pierre Clément.

### 1960-1961
- - Djazairouna, largometraje basado en imágenes de Une nation, l'Algérie dirigido por René Vautier en 1955; y, con imágenes de Djamel Chanderli llevado al maquis. Director: Doctor Chaulet, Djamel Chanderli, Mohammed Lakhdar-Hamina. Productor: Service Cinéma G.P.R.A.

### 1961
- J'ai huit ans (Tengo nueve años), cortometraje dirigido por Yann y Olga Le Masson y René Vautier. La película fue preparada por Jacques Charby y Frantz Fanon. Productor: Comité Maurice Audin.
- Yasmina, cortometraje dirigido por Djamel Chanderli y Mohammed Lakhdar-Hamina. Productor: Service Cinéma G.P.R.A.
- La Voix du peuple (La Voix du peuple), dirigida por: Mohammed Lakhdar-Hamina. Djamel Chanderli. Productor: Service Cinéma G.P.R.A.
- Les Fusils de la liberté, dirigida por: Djamel Chanderli y Mohammed Lakhdar-Hamina, escenógrafo Serge Michel. Productor: Service cinéma G.P.R.A.

### 1960-1961
- Cinq hommes et un peuple (Cinco hombres y un pueblo ), dirigido por René Vautier.

## Estructuras de la cinematografía argelina después de la independencia

### 1962
- Creación de C.A.S.B.A.H.-Films.
- Sociedad privada de producción y distribución cinematográfica. Constitución de un

Centro Audiovisual bajo el impulso del Ministerio de la Juventud y Deportes.

### 1963
- Creación del « Centre de Diffusion Populaire » (C.D.P).
- Decreto N.°63-15, del 9 de julio de 1963.
- Creación de la « Office des Actualités Algérien » (O.A.A).
- Decreto N.°63-15, del 9 de enero de 1963.

### 1964
- Creación del « Centre National du Cinéma Algérien » (C.N.C)
- Decreto N.º 64-164, del 8 de junio de 1964 (modificado y completado por el Decreto N.°64-261, del 31 de agosto de 1964).

## Nacionalización de la explotación cinematográfica
- Decreto N.°64-241, del 19 de agosto de 1964.
- Creación del « Instituto Nacional de Cine » (I.N.C.), puesto bajo la autoridad del C.N.C
- Creación de la « Cinémathèque Nationale Algérienne ».

Decreto N.°64-164, del 8 de junio de 1964.

### 1967
- Disolución del C.N.C. y de la I.N.C.
- Ordenanza N.°67-49, del 17 de marzo de 1967.
- Creación del « Centre Algérien du Cinéma » (C.A.C)
- Ordenanza N.º 67-50, del 17 de marzo de 1967 (reorganizada por Ordenanza N.°68-611, del 15 de noviembre de 1968).

## Creación de la O.N.C.I.C
La Oficina Nacional para el Comercio y la Industria cinematográfica, O.N.C.I.C, se creó en 1967.
- Reglamento de la industria del arte y la industria cinematográfica Ordenanza núm. 67-52, de 17 de marzo de 1967, modificada y complementada por la orden núm. 68-612, de 15 de noviembre de 1968, modificada por la ordenanza núm. 69-34 de 22 de mayo de 1969 (monopolio de importación y distribución confiado exclusivamente al O.N.C.I.C.).
- Orden del 15 de mayo de 1970, por la que se fija la fecha de entrada en vigor (1 de junio de 1970) del monopolio atribuido a O.N.C.I.C. en el campo de la coproducción.

### 1968
- Creación del "Centre de Diffusion Cinématographique" (C.D.C.)
- Decreto N.º 68-623, del 15 de noviembre de 1968 (modificado par decreto N.°69-95, del 8 de julio de 1969.

### 1974
- Integración de la O.A.A a la O.N.C.I.C.
- Ordenanza N.°74-47, del 31 de enero de 1974.

La O.N.C.I.C. está a cargo de la producción de la Presse Filmée.

## Historia
Un equipo de cineastas, casi-aficionados, dada la precariedad de su formación, produjo para la televisión de 1957, cuatro emisiones. Una era sobre enfermeras, las otras capturaban imágenes de maquisards en pleno ataque de la fortaleza de la colonización, Ouenza.
El cine se organizó según una estructura más coherente, por sucesivas constituciones de un Comité de cine y Servicios del cine. Para estar protegidos, los negativos de las capturas en los maquis se expatriaron a Yugoslavia, en solidaridad con la causa argelina. En conclusión, un clima de inseguridad se cierne sobre la creación de los primeros archivos del cine argelino.
Los antiguos países orientales, a través de sus embajadas, siguen contribuyendo, a enriquecer el fondo ficcicional o de documentales. Boudjemaâ Karèche, un monumento de la Cinemateca Argelina por haber dirigido entre 1978 y 2005, fecha de su retiro forzoso (según él), ya no quiere expresarse en los medios sino que nos remite a sus obras publicadas autores o entrevistas anteriores concedidas previamente. 

"1500 personas vinieron a la Cinémathèque a mediados de la década de 1970; hoy, cuando llegamos a 500 personas, ofrezco una bebida a mis colaboradores ", dijo un día ese eterno rebelde.

Resistió durante los años de plomo, propicio para el desmembramiento de un sector cinematográfico subsidiado hasta el momento por el estado. Refiriéndose a este período, recordó que "las trece salas de la entonces funcional Cinemateca de Argelia nunca se han cerrado". "A menudo, agrega, me telefoneaban para decirme que solo había solo un espectador Mi respuesta fue mantener la proyección en marcha ". Los tiempos están cambiando y, como en la película de David Miller, las turbulencias de los tiempos siempre dejan a los héroes desencantados del viejo mundo en el bajón.

### La crisis actual
La crisis actual en la producción y distribución de películas, afecta negativamente la atención del espectador. Lo que era su camino, y la búsqueda de estilos cinematográficos alternativos, después de lo que fue el cine italiano (así como el cine francés y el indio), en el control de las salas de cine en los años setenta se volvió la atención sobre el cine estadounidense, con la difusión de los canales de televisión y el surgimiento de los sistemas de video, DVD y video, el espectador se ha vuelto más libre e independiente en opciones y entretenimiento. Este profundo cambio en el gusto del espectador no ha llamado la atención de los realizadores, pues su único objetivo era ofrecer la producción en los foros internacionales, como las sesiones de los Festivales de cine africano en Uagadugú, en marzo de 2005, donde las películas argelinas obtienen premios internacionales, pero les falta el honor de las escenas de Argelia, sn creatividad y su capacidad de influencia y grado de interés.

### Acuerdos entre la industria cinematográfica argelina y tunecina
El Memorando de Entendimiento interviene para fortalecer la cooperación entre Argelia y Túnez y para otorgar particular importancia al desarrollo de la producción cinematográfica entre los dos países, así como a los intercambios en el campo de la capacitación en el campo.
Con este fin, el Cadc y el CNIC acordaron establecer un marco para una estrecha cooperación en el campo cinematográfico a través de un Acuerdo de Cooperación Cinematográfica consistente con las leyes nacionales de los dos países, el Convenio sobre Cooperación Cultural entre los Estados del Unión del Magreb firmada en Nuakchot el 11 de noviembre de 1992.

## Filmografía general
- Listado de filmes argelinos, en francés.

- 1965 : L'Aube des damnés (Faj al mu'adhdhabin), documental de Ahmed Rachedi
- 1965 : Une si jeune paix (Al-Salam Al-Walid), documental de Jacques Charby
- 1965 : La nuit a peur du soleil (Al laylou yakhaf ash-sham), de Mustapha Badie, documental en coproducción con la RTA y la CNC
- 1966 : Le Vent des Aurès (Rih al Awras), de Mohammed Lakhdar-Hamina
- 1968 : Hassan Terro, de Mohamed Lakhdar Hamina (90 min).[9]
- 1969 : La Voie (Al-Tariq), de Mohammed Slim Riad
- 1970 : L'Opium et le Bâton (Al afyun wal-'asa), d'Ahmed Rachedi, d'après Mouloud Mammeri
- 1970 : L'Histoire de Houria (50 min), de Khaled Maachi
- 1970 : Vas-et-viens (90 min) d'Ahmed Lallem
- 1971 : Gorine de Mohamed Ifticène, produit par la RTA
- 1971 : Alger insolite (Tahia ya Didou !) de Mohamed Zinet (76 min)[9]
- 1971 : Patrouille à l'est d'Amar Laskri
- 1972 : Le Charbonnier (Al fahham), de Mohamed Bouamari
- 1972 : Noua, d'Abdelaziz Tolbi
- 1972 : Auprès du peuplier (Min qurb al-saf-saf), de Moussa Haddad
- 1973 : Sueur noire (Al-araq al-aswad), de Sid Ali Mazif
- 1973 : Les Bonnes Familles de Djaffar Damardji
- 1973 : Les Vacances de l'inspecteur Tahar (Utlat al-muffatich Tahar), de Moussa Haddad
- 1974 : Zone interdite (Al-faiza), d'Ahmed Lallem
- 1974 : L'Héritage (Al irth) de Mohamed Bouamari
- 1974 : Le Doigt dans l'engrenage d'Ahmed Rachedi
- 1974 : Les Pêcheurs (Echekba) de Ghaouti Bendeddouche
- 1975 : Les Nomades de Sid Ali Mazif
- 1975 : Chronique des années de braise (Waqai sinin al jamr) de Mohammed Lakhdar-Hamina - Palma de Oro en el Festival de Cannes
- 1976 : Omar Gatlato de Merzak Allouache
- 1976 : Les Déracinés, de Lamine Merbah
- 1977 : La Nouba des femmes du Mont Chenoua de Assia Djebar
- 1977 : Barrières (Al-Hajiz), de Ahmed Lallem .
- 1978 : Leïla et les autres de Sid Ali Mazif
- 1979 : Ali au pays des mirages (Ali fi bilad al sarab) de Ahmed Rachedi
- 1979 : Premier Pas, de Mohamed Bouamari
- 1979 : «Nahla (film)» (en inglés).  de Farouk Beloufa
- 1980 : Jalti de Mohamed Ifticène, produjo por la RTA
- 1982 : La Zerda et les Chants de l’oubli de Assia Djebar
- 1982 : Vent de sable (Riah al raml, de Mohammed Lakhdar-Hamina
- 1982 : L'Homme qui regardait les fenêtres (Al radjoul oun na fitta) de Merzak Allouache
- 1982 : Une femme pour mon fils (Zawja li lbny) de Ali Ghalem
- 1982 : L'Empire des rêves (Mamlakat al-ahlaam) de Jean-Pierre Lledo
- 1982 : Le Refus (Al-rafdt), de Mohamed Bouamari
- 1983 : Histoire d'une rencontre (Hikâyat Liqa), de Brahim Tsaki
- 1983 : Chant d'automne (Ughniyat al-Kharif), de Mohammed Meziane Yala
- 1986 : Cri de pierre (Coûrakh al-hajar) de Abderrahmane Bouguermouh
- 1986 : La Dernière image (Al-sour al-akhira), de Mohammed Lakhdar-Hamina
- 1987 : Houria de Sid Ali Mazif
- 1988 : La Citadelle, de Mohammed Chouikh
- 1989 : La Rose des sables (Louss, wardat al-rimal), de Rachid Benhadj
- 1990 : Les Enfants des néons, de Brahim Tsaki
- 1991 : Automne… Octobre à Alger (Refsou), de Malik Lakhdar-Hamina
- 1991 : Ombres blanches, de Saïd Ould-Khelifa
- 1993 : Touchia, de Rachid Benhadj
- 1993 : Le Démon au féminin, de Hafsa Zinaï-Koudil
- 1993 : L'Honneur de la tribu (Charaf al qabilu), de Mahmoud Zemmouri, luego de Rachid Mimouni
- 1993 : Youcef ou la légende du septième dormant, de Mohammed Chouikh
- 1994 : Carnaval fi Dachra, de Mohamed Oukassi, producido por Entreprise nationale de télévision argelina.
- 1996 : La Colline oubliée (La colina olvidada) de Abderrahmane Bouguermouh de la novela de Mouloud Mammeri.
- 1996 : La Moitié du ciel d'Allah (La Mitad del cielo de Allah) (documental), de Djamila Sahraoui
- 1997 : L'Arbre du désert (El árbol del desierto), de Mohammed Chouikh
- 1998 : Décibled (doumental), de Malek Bensmaïl
- 1998 : Algérie la vie quand même (documental) de Djamila Sahraoui
- 1998: La Fiancée polonaise (La novia polaca) (ficción) de Karim Traidia
- 1999 : Boudiaf, un espoir assassiné (Boudiaf, una esperanza asesinada) (documental) de Malek Bensmaïl
- 2000: Les Diseurs de vérité (ficción) de Karim Traidia
- 2002 : Rachida de Yamina Bachir-Chouikh
- 2003 : La Voisine de Ghaouti Bendeddouche
- 2004 : Aliénations (documental) de Malek Bensmaïl
- 2004 : Al Manara de Belkacem Hadjaj
- 2004 : Les Suspects de Kamal Dehane
- 2005 : Douar de femmes (Douar de mujeres) de Mohammed Chouikh
- 2005 : Le Grand Jeu (El Gran Juego) (documental) de Malek Bensmaïl
- 2006 : Barakat ! de Djamila Sahraoui
- 2006: Beur, blanc, rouge largometraje documental, de Mahmoud Zemmouri (1946-2017[10] y que aborda el tema de la doble identidad entre los jóvenes procedentes de la emigración.[11]
- 2007 : En hammam de rêve (En un hammam de ensueño) de Mohamed Chichi
- 2007 : Mascarades de Lyes Salem
- 2007 : Ayrouwen de Brahim Tsaki
- 2007 : Arezki l'indigène, de Djamel Bendeddouche (90 min)[9]
- 2010 : Le Dernier safar (El Último safar) de Djamel Azizi (80 min)[9]
- 2010 : La Place de Dahmane Ouzid (119 min)[9]
- 2012 : Zabana! de Said Ould Khelifa (104 min)
- 2013 : Yema de Djamila Sahraoui (91 min)

## Filmografía de coproducciones
- 1966 : La Bataille d'Alger de Gillo Pontecorvo, ítalo-argelina (121 min, 157 min versión doblada al idioma francés)
- 1967 : L'Étranger (Lo straniero) de Luchino Visconti, ítalo-franco-argelina
- 1969 : Z de Costa-Gavras, franco-argelina
- 1970 : Murallas de arcilla de Jean-Louis Bertuccelli, franco-argelina
- 1983 : Les Folles Années du twist de Mahmoud Zemmouri, franco-argelina.
- 1990 : Le Cri des hommes de Okacha Touita
- 1994 : Bab El-Oued City de Merzak Allouache, franco-germano-suiza (91 min)[9]
- 1998 : Fleur de Lotus de Amar Laskri et Trân Dac, argelo-vietnamita
- 2005 : Bab el web', de Merzak Allouache
- 2006 : Rome plutôt que vous (Roma wa la n'touma, de Tariq Teguia, franco-argelina (111 min)[9]
- 2007 : Morituri de Okacha Touita
- 2007 : Délice Paloma de Nadir Moknèche
- 2009 : Harragas de Merzak Allouache, franco-argelina (103 min)[9]
- 2010 : La Chine est encore loin de Malek Bensmaïl, franco-argelina (120 min)

## Principales recompensas
- Une si jeune paix (Una paz tan joven)
  - Premio del Joven Cine de Moscú en 1965.

- La batalla de Argel
  - León de Oro en la 27° Festival Internacional de Cine de Venecia, de 1966, lo que provoca la cólera de la delegación francesa.
  - Premio en Cannes y nominada a los Oscars.

- Z
  - Premio especial del jurado de Cannes en 1969.
  - Oscar al mejor filme extranjero de Hollywood en 1970.

- Remparts d'argile
  - Premio Jean Vigo (Francia) en 1971

- Chronique des années de braise
  - Palma de Oro en el Festival de Cannes en 1975.

- Le Vent des Aurès (El viento de Aurès)
  - Premio de la primera obra en el Festival de Cannes.
  - Premio al mejor escenario.
  - Gran Premio de la Unión de Escritores soviéticos.
  - Gacela de Oro en Tánger (Marruecos) en 1968.

- Le Charbonnier (El Carbonero)
  - Tanit de Plata en el Festival de Cartago en 1972.
  - Premio de la Crítica Internacional del 7º Arte en Uagadugú en 1973.
  - Selección al Premio Georges Sadoul en 1973.
  - Premio de la Oficina Católica Internacional de Berlín en 1974.

- Omar Gatlato
  - Medalla de Plata, en Moscú en 1977.
  - Selección de Cannes en 1977.
  - Premio en Karlovyvary en 1978.

- Les Aventures d'un héros
  - Tanit de Oro en el Festival de Cartago en 1978.

- Les Enfants du vent (Los Niños del viento)
  - Premio de la Ficción en el 7º Festival de Cortometraje y Documentales, de Lille (Francia) diciembre de 1979.
  - Premio de la Crítica. Venecia 1981.
  - Selección por el Festival Panafricano del cine en Uagadugú 1979.

- Moissons d'acier (Cosecha de acero)
  - Espada de Oro Gran Premio del Festival de Damas 1983.
  - Premio del Sindicato de la Unión de Artistas. Festival de Damas.
  - Selección al Festival Internacional de Moscú 1983.

- Aliénations
  - Gran Premio de la Bienal de cinematografías árabes, 2004.
  - Gran Premio de las Bibliotecas, Festival cine de lo real 2004.
  - Galardón Magnolia, Festival internacional de Shanghái.

- La Chine est encore loin (China todavía está lejos)
  - Gran Premio del Festival de Múnich 2009.
  - Premio del jurado, Festival de los 3 Continentes, Nantes 2008.

- La Place
  - Premio de la mejor música de cine en el Festival de Cine Mediterráneo de Montpellier (Francia), 2011.
  - Premio del Sistema de Naciones Unidas al Festival del cine de Ouaga Dougou[12]
  - Doble Premio de la mejor interpretación femenina y masculina en el Festival de cine árabe de Oran (Argelia), 2011.
  - Mención especial del jurado al Festival del cine de Tétouan (Marruecos), 2011.

## Literatura
- 1987. Si Yutkevich. Cine: Diccionario enciclopédico. Moscú: Enciclopedia soviética, 640 p. ISBN 5765417353, ISBN 9785765417355